# Anglické listy
Anglické listy jsou kniha Karla Čapka z roku 1924. Přibližují charakter, kulturu i všední život Anglie a její svérázné obyvatele. Původně vznikaly jako sloupky pro Lidové noviny.
Kniha vznikla při dvouměsíčním pobytu spisovatele v Anglii v roce 1924. Čapek líčí své dojmy z britské metropole, jejích rušných ulic či udržovaných parků, komentuje návštěvy londýnských pamětihodností i výlety do Cambridge a Oxfordu. Nechybí ani postřehy z cesty do Skotska a Walesu, ani stručné portréty velikánů anglické literatury. Čapek charakterizuje anglickou národní povahu, upozorňuje na kulturní rozdíly mezi ostrovní říší a starým kontinentem a v závěru vyjadřuje svůj respekt k britským demokratickým tradicím.